# Jekatyerina Ivanovna Poisztogova
Jekatyerina Ivanovna Poisztogova, született Zavjalova (oroszul: Екатери́на Ива́новна Поисто́гова [Завья́лова]; Arzamasz, Nyizsnyij Novgorod-i terület, Szovjetunió, 1991. március 1. –) olimpiai bronzérmes orosz atlétanő, futó.

## Egyéni legjobbjai
| Versenyszám           | Időredmény | Szélsebesség | Helyszín     | Dátum               |
| Szabadtér             | Szabadtér  | Szabadtér    | Szabadtér    | Szabadtér           |
| --------------------- | ---------- | ------------ | ------------ | ------------------- |
| 800 méteres síkfutás  | 1:57,53 s  | ?            | London       | 2012. augusztus 11. |
| 1500 méteres síkfutás | 4:00,11 s  | ?            | Zsukovszkij  | 2012. június 17.    |
| Fedett pálya          |            |              |              |                     |
| 600 méteres síkfutás  | 1:28,83 s  | –            | Omszk        | 2011. december 24.  |
| 800 méteres síkfutás  | 2:00,73 s  | –            | Moszkva      | 2012. február 22.   |
| 1000 méteres síkfutás | 2:36,97 s  | –            | Moszkva      | 2013. február 3.    |
| 1500 méteres síkfutás | 4:13,1 s   | –            | Cseljabinszk | 2012. január 14.    |